# Resolució 1445 del Consell de Seguretat de les Nacions Unides
La Resolució 1445 del Consell de Seguretat de les Nacions Unides fou adoptada per unanimitat el 4 de desembre de 2002. Després de recordar totes les resolucions anteriors sobre la situació a la República Democràtica del Congo, el Consell va ampliar el component militar de la Missió de les Nacions Unides a la República Democràtica del Congo (MONUC) fins a un nivell de 8.700 efectius militars, de 4.250 en dos grups de força.
El secretari general Kofi Annan estava preocupat perquè el nombre autoritzat de tropes no pogués ser proporcionat. Mentrestant, els Estats Units havien intentat introduir el llenguatge en la resolució que hauria impedit que els pacificadors estatunidencs (dels quals no n'hi havia a la República Democràtica del Congo) haguessin estat acusats per la Cort Penal Internacional. Altres membres del Consell es van oposar a la seva inclusió i els Estats Units van retirar la seva demanda.

## Resolució

### Observacions
El Consell de Seguretat va destacar l'obligació de tots els estats d'abstenir-se d'utilitzar la força contra la independència i la integritat territorial d'un altre estat. Va reafirmar la sobirania de la República Democràtica del Congo sobre els seus recursos naturals. A més, el Consell va reconèixer la necessitat d'una perspectiva de gènere d'acord amb la Resolució 1325 (2000) i la protecció dels nens, de conformitat amb Resolució 1379 (2001). Va determinar que la situació constitueix una amenaça per a la pau i la seguretat internacionals.

### Actes
La signatura de l'acord de Pretòria entre la República Democràtica del Congo i Ruanda i la de l'acord de Luanda entre la República Democràtica del Congo i Uganda van ser rebudes pel Consell. Mentrestant, també es va donar la benvinguda a la decisió d'Angola, Rwanda, Uganda i Zimbabwe de retirar plenament les seves tropes. Va subratllar la importància del programa de desarmament, desmobilització, repatriació, reintegració i reassentament voluntari (DDRRR) i que tots els grups armats participin en el procés.
El Consell va donar la benvinguda a la repatriació d'excombatents de Kamina i la prohibició de les activitats de les Forces Democràtiques per a l'Alliberament de Ruanda pel Govern de la República Democràtica del Congo al seu territori. Hi va haver desenvolupaments positius sobre el terreny i hi va haver un compromís entre els partits congolesos per aconseguir una transició política inclusiva. En aquest sentit, la resolució va autoritzar l'expansió de la MONUC de fins a 8.700 efectius militars en dos grups de forces; La segona força es desplegaria un cop que la capacitat del DDR no es pogués complir amb la capacitat existent del primer grup de treball.
La resolució va subratllar que la responsabilitat principal d'una solució del conflicte recau sobre les pròpies parts i, a aquest respecte, va exigir:
- una cessació d'hostilitats per forces regulars i grups armats;
- posar fi al suport dels grups armats;
- la prestació d'accés complet per a MONUC i TPVM (que supervisava la retirada ruandesa) a tot el país;
- la rendició de persones acusades pel Tribunal Penal Internacional per a Ruanda;
- La desmilitarització de Kisangani;
- La restauració de la llibertat de moviment al riu Congo.

Hi va haver preocupació per la situació humanitària a la República Democràtica del Congo, particularment a la província d'Ituri, on hi va haver un augment de la violència ètnica. El Consell demana accés complet per organitzacions humanitàries a les poblacions necessitades. Va reiterar que no hi hauria suport per als grups que lluitaven a l'est del país, i demana a la MONUC que segueixi avaluant la capacitació i capacitats policials, especialment a la regió d'Ituri.
Els paràgrafs concloents de la resolució van encoratjar la normalització de les relacions diplomàtiques entre la República Democràtica del Congo, Ruanda i Uganda i la importància de prevenir la propagació del conflicte als estats veïns com Burundi, República Centreafricana, Rwanda i Uganda. Finalment, es va condemnar l'assetjament del personal de Ràdio Okapi i es va convocar una conferència sobre pau, seguretat, democràcia i desenvolupament a la regió dels Grans Llacs d'Àfrica.